# Łukasz Sokół
Łukasz Sokół (ur. 12 września 1981 w Bydgoszczy) – polski hokeista, reprezentant Polski, trener.

## Kariera zawodnicza
- BTH Bydgoszcz (1999-2000)
- KTH Krynica (2000-2001)
- Stoczniowiec Gdańsk (2001-2002)
- TKH Toruń (2002-2003)
- Stoczniowiec Gdańsk (2003-2004)
- TKH Toruń (2004-2007)
- GKS Tychy (2007-2016)
- BKS Bydgoszcz (2017-)

Absolwent NLO SMS PZHL Sosnowiec z 2000. W maju 2016 ogłosił zakończenie profesjonalnej kariery. Później podjął występy w barwach BKS Bydgoszcz w II lidze.
W trakcie kariery zyskał pseudonim Soczi.

## Kariera trenerska
4 września 2018 został ogłoszony asystentem trenera reprezentacji Polski do lat 16. Na sezon 2019/2020 został ogłoszony asystentem głównego trenera reprezentacji Polski do lat 18. Na sezon 2019/2020 został wybrany głównym trenerem tej kadry.
Od czerwca 2022 do listopada 2023 był szkoleniowcem Naprzodu Janów Katowice.

## Sukcesy
Klubowe
- Srebrny medal mistrzostw Polski: 2008, 2009, 2011, 2014, 2016 z GKS Tychy
- Brązowy medal mistrzostw Polski: 2010, 2013 z GKS Tychy
- Puchar Polski: 2007, 2008, 2009, 2014 z GKS Tychy
- Złoty medal mistrzostw Polski: 2015 z GKS Tychy
- Superpuchar Polski: 2015 z GKS Tychy
- Trzecie miejsce w Superfinale Pucharu Kontynentalnego: 2016 z GKS Tychy

Indywidualne
- Puchar Polski w hokeju na lodzie (2009/2010): najlepszy obrońca turnieju finałowego